# Thomas Mitchell
Thomas Mitchell (11 de julio de 1892 - 17 de diciembre de 1962) fue un actor y guionista estadounidense ganador de premios Óscar, Emmy y Tony. Es recordado como uno de los primeros actores de carácter de la historia del cine.

## Inicios y carrera
Thomas Mitchell nació en Elizabeth, Nueva Jersey. Era hijo de inmigrantes irlandeses, y en su familia había periodistas y dirigentes cívicos. Tanto su padre como su hermano fueron periodistas. Al igual que ellos, el joven Mitchell también trabajó en el periodismo al finalizar sus estudios.
Pronto, sin embargo, Mitchell empezó a escribir pequeñas piezas teatrales cómicas, una actividad que encontraba más satisfactoria que el ir a la caza exclusivas periodísticas. Se convirtió en actor en 1913, haciendo una gira con la Shakespeare Company de Charles Coburn. Siguió escribiendo incluso mientras interpretaba primeros papeles en Broadway en los años veinte. Una de las obras de las que fue coautor, Little Accident, acabaría siendo llevada al cine tres veces por Hollywood. Su primer papel cinematográfico acreditado fue en la película de 1923 Six Cylinder Love.

## Éxito en el cine, la televisión y el teatro
El papel que lanzó definitivamente a Mitchell fue el del malversador que se regenera en el clásico de Frank Capra del año 1937 Lost Horizon. Tras esta actuación, fue muy solicitado en Hollywood. Ese mismo año sería nominado al Óscar al mejor actor de reparto por su trabajo en la película The Hurricane (Huracán sobre la isla), dirigida por John Ford. 
En los siguientes años el nombre de Mitchell apareció en los créditos de muchas de las mejores películas del siglo XX. Sólo en 1939 disfrutaría de papeles clave en cinco clásicos del cine: La diligencia, Caballero sin espada, Only Angels Have Wings (Sólo los ángeles tienen alas), The Hunchback of Notre Dame (Esmeralda, la zíngara), y Lo que el viento se llevó. Aunque posiblemente sea más recordado como el padre de Scarlett O'Hara en Lo que el viento se llevó, fue su actuación como el borrachín Doc Boone en La diligencia, junto a John Wayne, la que dio a Mitchell el Óscar al mejor actor de reparto. 
A lo largo de las décadas de los cuarenta y cincuenta, Mitchell siguió trabajando en una amplia variedad de papeles en producciones, generalmente de una alta calidad, como The Keys of the Kingdom, de 1944, junto a Gregory Peck, y High Noon (Solo ante el peligro - A la hora señalada), de 1952, en el papel del alcalde. La audiencia actual quizás le recuerde mejor por su interpretación del Tío Billy en el clásico navideño de Capra de 1946 ¡Qué bello es vivir!, junto a James Stewart. Esta película, aunque no fue bien recibida en su estreno, se ha convertido con el tiempo en un clásico que al estar libre de derechos se repone constantemente en televisión durante la época navideña.

## Estatus en la historia del espectáculo
Mitchell también triunfó en la televisión y el teatro. Fue el primer actor que consiguió la "triple corona" de la actuación (un premio Óscar, un Emmy y un Tony). En 1952 ganó el Emmy al mejor actor de comedia. Al año siguiente consiguió un Premio Tony por su interpretación en el musical Hazell Flagg (basado en la película de Carole Lombard Nothing Sacred (La reina de Nueva York).

## Últimos años y fallecimiento
Durante los años cincuenta e inicios de los sesenta, Mitchell trabajó mucho en la televisión. Apareció en diversos papeles en algunas de las series más importantes de la época, incluyendo Playhouse 90, Zane Grey Theatre y producciones televisivas de Hallmark Hall of Fame. En 1954 protagonizó la serie Mayor of the Town y a principios de los sesenta interpretó para la escena el personaje Colombo, posteriormente llevado a la fama en televisión por Peter Falk. 
Thomas Mitchell falleció en 1962, a los 70 años, a causa de un cáncer en Beverly Hills, California. Fue incinerado y sus cenizas se conservan en el crematorio Chapel of the Pines en Los Ángeles.
Tiene dos estrellas en el Paseo de la Fama de Hollywood, una por su trabajo en el cine en el 1651 de Vine Street, y otra por su aportación a la televisión en el 6100 de Hollywood Boulevard.

## Filmografía

### Actor (seleccionada)
- Craig's Wife (La mujer sin alma) (1936)
- Theodora Goes Wild (Los pecados de Teodora) (1936)
- Lost Horizon (1937)
- The Hurricane (Huracán sobre la isla) (1937)
- Caballero sin espada (1939)
- The Hunchback of Notre Dame (Esmeralda, la zíngara) (1939)
- Only Angels Have Wings (Solo los ángeles tienen alas) (1939)
- La diligencia (1939)
- Lo que el viento se llevó (1939)
- Hombres intrépidos (1940)
- Our Town (Sinfonía de la vida, 1940)
- Out of the Fog (1941)
- The Devil and Daniel Webster (El hombre que vendió su alma) (1941)
- The Black Swan (El cisne negro) (1942)
- Tales of Manhattan (Seis destinos, 1942)
- The Outlaw (1941)
- Immortal Sargeant (El sargento inmortal) (1943)
- Bataan (1943)
- The Sullivans (Eran cinco hermanos) (1944)
- Wilson (1944)
- The Keys of the Kingdom (1944)
- A través del espejo (1946)
- ¡Qué bello es vivir! (1946)
- High Noon (Solo ante el peligro - A la hora señalada) (1952)
- El secreto de los incas (1954)
- Mientras Nueva York duerme (1956)
- Pocketful of Miracles (1961)

### Escritor
- Little Accident (1930 - play, Little Accident)
- Papa Sans le Savoir (1932 - play, Little Accident)
- All of Me (1934; guion)
- Life Begins with Love (1937; guion)
- Little Accident (1939 - play, Little Accident)
- Casanova Brown (1944)

## Premios y distinciones
Premios Óscar
| Año  | Categoría              | Película              | Resultado |
| ---- | ---------------------- | --------------------- | --------- |
| 1938 | Mejor actor de reparto | Huracán sobre la isla | Nominado  |
| 1940 | Mejor actor de reparto | La diligencia         | Ganador   |